# Tần Mục công
Tần Mục công (chữ Hán: 秦穆公; 683 TCN - 621 TCN), còn gọi là Tần Mâu công (秦繆公), tên thật Doanh Nhậm Hảo (嬴任好), là vị quốc quân thứ 14 của nước Tần - chư hầu nhà Chu trong lịch sử Trung Quốc. Ông trị vì từ năm 659 TCN đến năm 621 TCN, tổng 38 năm.
Theo lịch sử, Tần Mục công là người đã đưa nước Tần từ vị trí một chư hầu xa xôi hẻo lánh ở phía Tây bắc Trung Quốc vươn lên địa vị bá chủ thời Xuân Thu. Là người trọng nhân tài, Tần Mục công đã thu phục và sử dụng nhiều danh thần người ngoài nước Tần như Bách Lý Hề, Kiển Thúc, Công Tôn Chi, Phi Báo. Ông nhiều lần giao chiến với nước Tấn hùng mạnh ở hướng Đông và thôn tính các bộ tộc Tây Nhung về hướng Tây. Những cuộc chinh phạt của Mục công đã giúp ông được xưng tụng trong sử sách là một trong Ngũ Bá tiêu biểu nhất của thời Xuân Thu.

## Lên ngôi
Tần Mục công Doanh Nhậm Hảo là con trai nhỏ của Tần Đức công, vị quân chủ thứ 11 của nước Tần. Ông là em của Tần Tuyên công, quân chủ thứ 12 nước Tần và Tần Thành công, quân chủ thứ 13 của nước Tần.
Năm 660 TCN, Tần Thành công mất. Mặc dù Thành công có rất nhiều con trai nhưng không rõ lý do tại sao không người nào được nối ngôi, mà ngôi quốc quân lại được truyền cho em là Nhậm Hảo, tức Tần Mục công.

## Thu nhận Bách Lý Hề
Ngay sau khi lên ngôi một năm, Tần Mục công đem quân đánh tộc Mao Tân và giành chiến thắng.
Năm 656 TCN, Tần Mục công sang nước Tấn, lấy con gái Tấn Hiến công là Mục Cơ. Năm 655 TCN, Tấn Hiến công diệt nước Ngu và nước Quắc, bắt được đại phu nước Ngu là Bách Lý Hề. Vua Tấn cho Bách Lý Hề làm người hầu cho Mục Cơ, theo Tần Mục công về nước Tần.
Bách Lý Hề từ nước Tần trốn sang đất Uyển, bị dân biên giới nước Sở bắt được. Nghe tiếng Bách Lý Hề có tài, Tần Mục công bèn sai người sang chuộc Bách Lý Hề về Tần, nhưng sợ nước Sở biết là người giỏi, nên ông chỉ dùng 5 bộ da dê để chuộc. Người nước Sở bằng lòng cho Bách Lý Hề về Tần.
Tần Mục công đích thân ra đón rước và trọng dụng Bách Lý Hề. Bách Lý Hề tiến cử Kiển Thúc, Mục công cũng phong Kiển Thúc làm Thượng đại phu.

## Lập Tấn Huệ công
Năm 655 TCN, cha vợ Tần Mục công là Tấn Hiến công nghe lời gièm của Ly Cơ nên truất Thế tử Cơ Thân Sinh (em trai phu nhân Mục Doanh), lập con của mình và Ly Cơ là Cơ Hề Tề làm Thế tử. Hai người anh em vợ của Mục công là Cơ Trùng Nhĩ và Cơ Di Ngô cũng phải bỏ trốn sang nước ngoài.
Năm 651 TCN, Tấn Hiến công chết, Hề Tề lên làm vua. Nhưng không lâu sau, Đại phu Lý Khắc mang quân giết Hề Tề. Tuân Tức lập Trác Tử (con Thiếu Cơ là em Ly Cơ) nhưng cũng bị Lý Khắc giết. Lý Khắc muốn lập Trùng Nhĩ nhưng Trùng Nhĩ không chịu, bèn sang nước Lương rước Di Ngô lên ngôi. Thủ hạ của Di Ngô là Lã Sảnh và Ký Nhuế khuyên Di Ngô nên mượn uy thế nước Tần mạnh đưa về nước khiến trong nước phải khuất phục. Di Ngô nghe theo, sai Ký Nhuế mang của cải đi biếu Tần Mục công, nhờ ông đưa mình về nước và giao hẹn sẽ giao năm thành Hà Tây cho nước Tần. Tần Mục công nhận lời, đem quân đưa Di Ngô làm vua, tức Tấn Huệ công.

## Chiến tranh với Tấn lần thứ nhất
Tấn Huệ công lên ngôi, không muốn cắt Hà Tây, bèn sai đại phu Bì Trịnh đi sứ nước Tần, nói thác cớ đất Hà Tây là do vua cha mở mang, không dám tự cắt. Tần Mục công vô cùng tức giận.
Ngoài ra, Tấn Huệ công còn bội ước với công thần Lý Khắc, ra tay giết Lý Khắc (tháng 4 năm 650 TCN). Bì Trịnh là người cùng cánh với Lý Khắc, vẫn đang đi sứ nước Tần chưa về, nghe tin Lý Khắc bị giết, bèn quay lại nói với Tần Mục công xin cho mình về để chia rẽ vua Tấn với các thủ hạ tin cẩn để lật đổ Huệ công mà lập Trùng Nhĩ. Tần Mục công đồng tình, sai người đi cùng Bì Trịnh về Tấn, dùng vàng bạc hối lộ Ký Nhuế, Khước Xứng và Lã Sảnh là cận thần của Tấn Huệ công. Nhưng ba người không mắc mưu và xin Tấn Huệ công giết Bì Trịnh và 7 đại phu cùng cánh với Lý Khắc.
Năm 647 TCN, nước Tấn mất mùa, xin thóc của nước Tần. Tần Mục công bằng lòng giúp vì chỉ ghét Huệ công chứ không ghét dân Tấn, chuyển thóc từ đất Ung đến Giáng đô bán cho nước Tấn.
Sang năm sau, nước Tần bị mất mùa, Tần Mục công nhớ đến việc năm trước, bèn sai sứ sang xin mua thóc của nước Tấn. Tấn Huệ công không cho, lại còn khởi binh đánh Tần để nhân Tần bị đói mà diệt Tần.
Tần Mục công sai Phi Báo làm tướng, cùng mang quân ra đón đánh. Hai bên đối trận ở đất Hàn Nguyên vào tháng 9 năm 646 TCN. Tấn Huệ công bỏ cả quân mà tranh của cải với quân Tần, khi trở về thì xe bị sa lầy.
Tần Mục công mang quân truy đuổi Tấn Huệ công, nhưng bị quân Tấn bao vây. Bản thân Tần Mục công xô xát trong trận bị thương. Có 300 tráng sĩ từng ăn thịt ngựa quý của Tần Mục công ở núi Kỳ Sơn nhưng không bị ông trị tội lúc đó liều mạng xông vào trận cứu ông.
Tần Mục công không những phá được vòng vây, mà còn đánh bại quân Tấn một trận lớn và bắt sống được Tấn Huệ công.
Tần Mục công muốn giết Tấn Huệ công, nhưng Chu Tương vương là người cùng họ với nước Tấn đứng ra xin cho vua Tấn. Chị Huệ công là vợ Mục công cũng xin tha mạng cho em. Tần Mục công bèn thả Tấn Huệ công, bắt phải ăn thề ở Vương Thành và cho về.
Tháng 8 năm 645 TCN, Tấn Huệ công dâng đất Hà Tây như đã cam kết và cho thế tử Ngữ sang làm con tin nước Tần, được Tần Mục công gả con gái (Hoài Doanh) cho. Từ đó cương thổ nước Tần đến giáp với sông Hoàng Hà.

## Mở mang bờ cõi
Khi Mục công lên ngôi, nước Tần tiếp tục mở mang bờ cõi về phía Tây, cho quân xâm chiếm các bộ tộc Tây Nhung như Côn Nhung, Miên Chư, Nghĩa Cừ. Bấy giờ ở các bộ tộc Tây Nhung, phong tục lạc hậu, bệnh tật liên miên, khi đánh trận hàng ngũ không thống nhất, vì thế đó là cơ hội cho sự mở mang về phía Tây của Tần. Tần Mục công dùng kế Tiên cường hậu nhược để dần xâm lấn vào các bộ lạc Tây Nhung.
Bấy giờ vua Miên Chư nghe Mục công là vua hiền, sai sứ đến thông hiếu. Mục công tiếp đãi long trọng, nhân đó điều tra địa hình binh lực Tây Nhung, rồi tặng Nhung chúa nhiều loại nhạc cụ và mỹ nữ. Bấy giờ vua Tây Nhung ham mê âm nhạc, bỏ bê chính sự, thế nước suy yếu. Tần Mục công thấy vậy, quyết định phạt Nhung, Nhung chúa vội đầu hàng, Mục công tiếp đãi đúng lễ.
Năm 643 TCN, Tần tiêu diệt hai tiểu quốc là Lương (nước cùng mang họ Doanh, chi thứ của Tần Trọng) và Nhuế.
Phía Tây nước Tần lúc này là vùng đất do các bộ lạc Nhung Địch nắm giữ. Mục công trước dùng binh lực, sau dùng ân huệ lần lượt quy phục được các tiểu quốc nhỏ của những bộ lạc này. Năm 623 TCN Mục công cử đại binh tấn công Tây Nhung và giành thắng lợi lớn khiến cho 20 tiểu quốc ở đây quay sang quy phục nước Tần khiến cho biên giới nước Tần được mở rộng chưa từng có, phía Nam giáp Tây Lĩnh, phía Tây vươn tới Địch Đạo (nay thuộc Lâm Thao, Cam Túc), phía Bắc đến Cù Diễn Nhung (nay thuộc Diêm Trì, Ninh Hạ), phía Đông giáp với Hoàng Hà. Danh tiếng bá chủ Tây Nhung của Tần Mục công làm vang dội chư hầu và ông được coi là một trong Ngũ Bá thời Xuân Thu, tuy nhiên vì ông chỉ hùng cứ phía Tây chứ không tiến xuống Trung Nguyên nên cũng có thuyết không xếp ông vào hàng ngũ Ngũ Bá.

## Giúp Tấn Văn công
Năm 638 TCN, Tấn Huệ công ốm nặng. Con rể Tần Mục công Thế tử Ngữ lo lắng, bèn bàn với vợ là Hoài Doanh rồi bỏ trốn về nước Tấn. Sau đó, Tấn Huệ công mất, Ngữ lên ngôi tức Tấn Hoài công. Tần Mục công rất tức giận, đúng lúc Công tử Trùng Nhĩ đến Tần, ông bèn hứa giúp Trùng Nhĩ lên làm vua, gả hai con gái là Hoài Doanh và Văn Doanh. Trùng Nhĩ ban đầu không muốn nhận nhưng vì đang nhờ cậy nước Tần đành phải đồng ý.
Tháng 3 năm 636 TCN, Tần Mục công sai quân đưa Trùng Nhĩ về nước. Trùng Nhĩ sai người về báo cho vây cánh các đại phu Loan Chi, Khước Bốc làm nội ứng ở Giáng đô đón quân Tần. Tấn Hoài công điều quân ra chống quân Tần, nhưng số đông binh sĩ và nhân dân nghe tiếng Trùng Nhĩ đều có ý đón rước không muốn chống lại. Tấn Hoài công biết mình thế cô, bèn bỏ chạy sang đất Cao Lương rồi bị giết. Trùng Nhĩ lên ngôi, tức là Tấn Văn công.
Vây cánh những người chống lại Tấn Văn công còn khá đông, cầm đầu là Lã Sảnh và Khước Nhuế vốn là bầy tôi gần gũi của Tấn Huệ công. Hai người mưu đốt cung điện để ám sát Tấn Văn công và lập vua khác. Văn công được mật báo, sợ vây cánh họ Lã và họ Khước chưa diệt hết, bèn vi hành bí mật sang nước Tần một lần nữa để tránh. Tần Mục công đón tiếp Tấn Văn công ở Vương Thành.
Lã Sảnh và Khước Nhuế đốt cung điện nhưng không bắt được Tấn Văn công. Tần Mục công sai sứ đến dụ Lã Sảnh và Khước Nhuế đến gặp để bàn lập người khác làm vua. Lã Sảnh và Khước Nhuế đến liền bị ông bắt giết trên sông Hoàng Hà. Sau đó Tần Mục công sai 3000 quân hộ vệ Tấn Văn công trở về nước Tấn.
Sau đó nghe Chu Tương vương bị vương tử Đái cướp ngôi, ông muốn đem quân cứu, nhưng Tấn Văn công sai Triệu Thôi thuyết vua Tần, nên ông nhường cơ hội cho Tấn Văn công, nhưng cũng giúp quân cho Văn công đánh vương tử Đái.

## Chiến tranh với nước Tấn lần thứ hai
Năm 632 TCN, Tấn Văn công đánh bại quân Sở trong trận Thành Bộc, từ đó trở thành bá chủ chư hầu. Sang năm 631 TCN, Tần Mục công giúp Tấn Văn công vây nước Trịnh vì Trịnh từng theo nước Sở phản Tấn. Trịnh Văn công bèn sai người đến phân tích cho Tần Mục công rằng nếu diệt được nước Trịnh thì chỉ nước Tấn có lợi còn Tần thì không. Do đó Tần Mục công bèn rút quân về nước, khiến Tấn Văn công sau đó cũng phải lui binh.
Năm 628 TCN, Tấn Văn công qua đời. Nước Trịnh có người muốn bán nước bèn sang nói với Tần Mục công nên tập kích nước Trịnh đang sơ hở phòng bị. Dù Bách Lý Hề và Kiển Thúc can ngăn nhưng Tần Mục công không nghe theo, quyết điều quân đánh chiếm nước Trịnh và đánh luôn nước Tấn đang có tang.
Năm 627 TCN, ba tướng Tần là Mạnh Minh, Tây Khất Thuật và Bạch Ất Bính theo lệnh Tần Mục công đi đánh Trịnh. Đến đất Hoạt, nhà buôn nước Trịnh là Huyền Cao buôn bán ở đất nhà Chu thấy quân Tần tập kích nước mình, vội mang 20 con trâu dâng cho quân Tần, giả là vâng mệnh Trịnh Văn công đến và phao tin nước Trịnh đã phòng bị rồi.
Ba tướng Tần nghe thấy báo nước Trịnh đã phòng thủ bèn không đánh Trịnh nữa mà diệt ấp Hoạt là chỗ biên cương nước Tấn. Tấn Tương công sai Tiên Chẩn mang quân ra mai phục ở đất Hào Sơn hiểm yếu, gọi thêm quân của bộ tộc Khương, Nhung chi viện. Quân Tần lọt vào trận địa, bị quân Tấn đánh thua to. Cả ba tướng Tần đều bị bắt. Hoài Doanh vốn là con gái Mục công, xin Tấn Tương công thả các tướng Tần về. Vua Tấn đồng ý.
Tần Mục công ra đón các tướng và nhận lỗi vì mình đã không nghe Bách Lý Hề và Kiển Thúc can ngăn.
Năm 625 TCN, Tần Mục công lại sai Mạnh Minh mang quân đánh Tấn báo thù trận Hào Sơn. Tấn Tương công sai Tiên Thả Cư (con Tiên Chẩn) và Triệu Thôi đi đánh Tần. Quân Tấn có quân Nhung giúp. Hai bên gặp nhau ở Bành Nha. Quân Tấn đánh bại quân Tần lần thứ hai. Mạnh Minh đại bại phải rút lui.
Năm 624 TCN, Tần Mục công thân dẫn quân đi đánh nước Tấn, sau khi vượt Hoàng Hà, Mục công thể hiện ý chí quyết thắng bằng việc ra lệnh thiêu hủy thuyền vượt sông. Quân Tần nhanh chóng chiếm được Vương Quan (nay ở phía Tây Văn Hỷ, Sơn Tây), quân Tấn cố thủ trong thành không ra giao chiến, Mục công bèn dẫn quân Tần đi thu nhặt hài cốt của lính Tần tử trận trước kia rồi quay về nước.
Năm 623 TCN, Tấn Tương công mang quân đánh Tần để báo thù trận Vương Quan. Quân Tấn đánh chiếm đất Tân Thành của nước Tần.

## Qua đời
Năm 621 TCN, Tần Mục công qua đời. Ông làm vua tất cả 39 năm, được an táng ở đất Ung. Ông bắt chôn sống tuẫn táng theo ông có 177 người, trong đó có 3 vị lương thần họ Tử Dữ là Yêm Tức, Trọng Hành, Châm Hổ. Người nước Tần thương xót họ làm bài thơ Hoàng điểu.
Tần Mục công sinh được 40 người con trai. Thế tử Doanh Oánh lên nối ngôi, tức là Tần Khang công.

## Nhận định
Khổng Tử – nhà tư tưởng, triết học lỗi lạc người nước Lỗ cuối thời Xuân Thu, có lần được Tề Cảnh Công hỏi: "Ngày xưa Tần Mục Công nước nhỏ, ở nơi hẻo lánh, nhưng tại sao lại làm được nghiệp bá?". Khổng Tử đáp:
| “          | Nước Tần tuy nhỏ, nhưng chí của nó lớn. Tuy nó ở nơi hẻo lánh nhưng chính trị của nó đúng đắn. Nhà vua thân hành cử Bách Lý Hề cho làm đại phu dùng ông ta từ chỗ bị trói, nói chuyện với ông ta ba ngày rồi trao chính sự cho ông ta. Nếu làm như thế thì nghiệp vương cũng có thể làm được, chứ nghiệp bá vẫn còn nhỏ đấy. | ” |
| — Khổng Tử | |   |

Trong bộ Sử ký nổi tiếng soạn vào đời Hán Vũ Đế, thái sử Tư Mã Thiên viết nhận xét về Tần Mục công:
| “              | Tần Mục công mở mang đất nước, miền đông chinh phục nước Tấn lớn, miền tây xưng bá với Nhung Di, công lao thế mà vẫn không được làm minh chủ chư hầu, cũng là đúng thôi. Khi qua đời thì bỏ dân lại, bắt lương thần tuẫn táng theo. Dù vua trước có mất đi cũng còn lưu lại đức tốt làm phép tắc cho đời sau, cớ gì lại cướp lấy người hiền tài, bầy tôi giỏi được trăm họ yêu mến để bắt chôn theo. Bởi vậy có thể biết rằng nước Tần không thể thêm chuyến chinh đông được. | ” |
| — Tần Mục công | |   |

## Gia quyến
- Vợ: Mục Cơ (穆姬), con gái của Tấn Hiến công và phu nhân Tề Khương (齊姜), chị cùng mẹ với Thế tử Cơ Thân Sinh.
- Con trai:

1. Tần Khang công Doanh Oanh.
2. Công tử Hoằng (公子弘).

- Con gái:

1. Giản Bích (簡璧).
2. Văn Doanh (文嬴), lấy Tấn Văn công.
3. Hoài Doanh (懷嬴), ban đầu lấy Tấn Hoài công, sau lấy Tấn Văn công.
4. Lộng Ngọc (弄玉), lấy Tiêu Sử (蕭史).